# Машуков, Игорь Евгеньевич
Игорь Евгеньевич Машуков (род. 6 февраля 1959, Пермь) — российский композитор и музыкальный педагог.

## Биография
Родители будущего композитора — отец Евгений Николаевич, мать Нина Кузьминична — работали на заводе. В 1974—1978 годы учился в Пермском музыкальном училище по классу аккордеона.
В 1984 году поступил в Музыкально-педагогический институт имени Гнесиных в класс композиции Николая Пейко. Среди его преподавателей также были Г. И. Литинский, А. Г. Чугаев, А. Л. Ларин, большое влияние оказал на молодого композитора Александр Немтин, в том числе — в области музыкальной электроники: Машукову удалось поработать с легендарным синтезатором АНС, изобретением Евгения Мурзина.
После окончания института в 1989 году вернулся в Пермь, в 1991 году вступил в Союз композиторов СССР. В это время начинается сотрудничество композитора с хореографом Евгением Панфиловым и созданным им театром. Панфилов был заказчиком первых балетов Машукова, в том числе «Мужики и бабы» (1990). Впоследствии работал с балетмейстерами Морихиро Иватой («Пермские истории», 2013) и Сергеем Райником («Молёбка-2», 2015; «Реквием по Анне», 2016). Совместно с С. Райником родилась идея создания и постановки триады балетных спектаклей по сказам П. П. Бажова: «Золотой полоз» (2017), «Дорогое имячко» (2018), «Серебряное копытце» (2019).
В 1993 году в Перми открылось Пермское отделение Союза композиторов, председателем Правления которого с 1998 года и до сего времени является Машуков. С 2018 года он входит в Совет Союза композиторов РФ.
С 2003 года начинается сотрудничество композитора с Московским ансамблем современной музыки. Для ансамбля написаны «Семь саамских песен» (2003), «Д. Д.», посвященное Д. Д. Шостаковичу (2006), «Молёбка» (2007), «Бог водами носимый» (2009), «Кама — бог любви» (2011), «Пэляны» (2012), «Трансцендентные вариации на тему А. Скрябина» для солиста Владислава Песина (в редакции 2013 года).
И. Е. Машуков — автор и художественный руководитель культурных проектов «Весна, музыка, мода» (2003), «Суперрояль» (Пермь — Н. Новгород, 2005), «Парма-XXI век» (2016).
С 2005 года Игорь Машуков — создатель и художественный руководитель Международного фестиваля современной музыки в Перми «Sound 59».
В 2011—2018 годы — один из создателей и исполнительный директор культурно-образовательного проекта Московского ансамбля современной музыки «Академия молодых композиторов» в г. Чайковский Пермского края.
В разные годы Игорь Машуков работал в Пермском государственном гуманитарно-педагогическом университете, Пермском государственном институте культуры, Пермском музыкальном колледже. В колледже преподает композицию, современную гармонию, инструментовку, компьютерную аранжировку, массовую музыкальную культуру. Среди учеников Машукова — композитор Александр Хубеев,

## Награды
- 2003 год — медаль «За милосердие» фонда «Меценаты столетия»
- Дважды лауреат Премии Пермского края в области культуры и искусства:
  - 2005 год — за Квартет памяти Е.Панфилова и симфоническую поэму «Офелия»;
  - 2016 год — за балет «Реквием по Анне».
- 2014 год — Премия имени исследователя и просветителя культуры Пермского края Николая Николаевича Серебренникова за организацию и проведение Международного фестиваля современной музыки «Sound 59»
- 2019 год — Премия имени русского композитора и музыканта Александра Павловича Немтина за балет «Дорогое имячко»
- 2021 год — Премия имени Д. Д. Шостаковича за значительный вклад в развитие академических жанров инструментальной музыки.

## Сочинения
Балеты
- 1990/2016 — «Реквием по Анне»
- 1991 — «Мужики и бабы»
- 2013 — «Пермские истории» (совместный проект В. Барыкина, Н. Широкова, И. Машукова. Сюда вошли: «В Пермском зверином стиле», «Кама — бог любви», «Молёбка» и квартет памяти Панфилова).
- 2015 — «Молёбка» (балет)
- 2017 — «Золотой Полоз»
- 2018 — «Дорогое имячко»
- 2019 — «Серебряное копытце»

Музыкальные произведения
- 1981-1983 — Соната в 4-х частях
- 1983 — Вариации для аккордеона
- Два хора на слова Гарсиа Лорки для детского хора и фортепиано
- Вокальный цикл «Голоса» на слова Р. М. Рильке для тенора и фортепиано
- 1984 — Одночастная фортепианная соната
- «Триптих» для скрипки и фортепиано
- 1985 — Вокальный цикл «Целовань» на стихи М.Цветаевой для меццо-сопрано и фортепиано
- Концерт для двух баянов и струнного оркестра
- Вокальный цикл на стихи Н.Заболоцкого «Уединение философа» для тенора и фортепиано
- Рапсодия для аккордеона
- Вариации для гобоя и фагота
- 1986 — «Офелия — вариации» для фортепиано
- 1987 — Трио для кларнета, фагота и фортепиано
- 1988 — Вокальный цикл на стихи Н.Рубцова «Прощальный триптих» для тенора и фортепиано
- Две русские песни и песня на слова Н.Тряпкина для голоса и фортепиано
- «Диптих» для струнного квартета
- "Маленький диптих для скрипки, виолончели и фортепиано
- Одночастная соната для альта и фортепиано
- 1989 (1 редакция) / 1991 (2 редакция) — Сюита для симфонического оркестра по Ч.Айтматову «Плаха» (дипломная работа)
- 1998/2001 — «Семь саамских песен» для камерного ансамбля
- 1999 — Трансцендентные вариации на тему Скрябина
- 2001 — Пьеса на тему рожочных наигрышей для гобоя и фортепиано «Тёла-тёла»
- Гимн Институту культуры и искусства (для женского хора и фортепиано)
- Гимн Перми на слова Радкевича (для смешанного хора и фортепиано)
- Гимн ООО «Мотовилихинские заводы» на слова А. Гребнева (для женского хора и фортепиано).
- 2005 — Квартет памяти Панфилова
- «В Пермском зверином стиле» для фортепиано в 6 рук
- 2006 — Пьеса «ДД» для кларнета соло
- «Молёбка» для кларнета, виолончели и электроники
- 2011 — «Бог водами носимый» для скрипки, виолончели и фортепиано
- «Кама — бог любви» для скрипки, виолончели, фортепиано, флейты и кларнета
- «Пэляны» для флейты соло